# Pterolocera amplicornis
Pterolocera amplicornis är en fjärilsart som beskrevs av Walker 1855. Pterolocera amplicornis ingår i släktet Pterolocera och familjen Anthelidae. Inga underarter finns listade i Catalogue of Life.